# Stenbittjärnen (Los socken, Hälsingland, 683804-146974)
Stenbittjärnen är en sjö i Ljusdals kommun i Hälsingland och ingår i Ljusnans huvudavrinningsområde.